# Herbert Wright
Herbert Arthur Wright (Bolton, 16 settembre 1894 – Bolton, 23 settembre 1982) è stato un lottatore britannico, specializzato nella lotta libera.

## Palmarès

### Olimpiadi
- Bronzo a Anversa 1920 nei pesi leggeri.